# Malattia renale cronica
Si definisce malattia renale cronica (MRC) ogni condizione patologica che interessi il rene e che possa provocare perdita progressiva e completa della funzione renale o complicanze derivanti dalla ridotta funzione renale. La malattia renale cronica si definisce anche come presenza di danno renale, evidenziato da particolari reperti laboratoristici, strumentali o anatomo-patologici, o ridotta funzionalità renale che perduri da almeno 3 mesi, indipendentemente dalla patologia di base.
La naturale conseguenza della MRC è rappresentata dall'insufficienza renale cronica (IRC), ossia dalla perdita progressiva e irreversibile della funzione renale. Nei suoi stadi più avanzati (dal terzo in poi, secondo la stadiazione K-DOQI) la malattia renale cronica si identifica con l'insufficienza renale cronica, cioè con la riduzione della funzione di filtrazione dei reni, quantificabile con la clearance della creatinina o con varie formule che stimano la velocità di filtrazione glomerulare. La perdita completa della funzione renale rende necessario un trattamento sostitutivo, rappresentato dalla dialisi o dal trapianto.

## Fisiologia
I reni hanno quattro funzioni essenziali, che si possono schematizzare così:
- Regolazione della quantità di acqua ed elettroliti contenuti nell'organismo (equilibrio idroelettrolitico)
- Regolazione dell'equilibrio acido-base (concorrono al mantenimento del giusto pH del sangue)
- Eliminazione di alcune sostanze prodotte dal metabolismo (come urea, creatinina, acido urico) o immesse dall'esterno (farmaci e tossici)
- Produzione di ormoni. Fra i più importanti ricordiamo la renina, coinvolta nella regolazione della pressione arteriosa, l'eritropoietina, che stimola la produzione dei globuli rossi e le prostaglandine, che concorrono, tra le altre funzioni, alla regolazione del flusso ematico nel rene stesso. A livello renale, inoltre, avviene l'attivazione della vitamina D.

La filtrazione del sangue avviene nei glomeruli renali, piccoli gomitoli di capillari dotati di una parete dalle particolari caratteristiche, che funziona come un filtro molto selettivo per il sangue che li attraversa. La capacità di una molecola di attraversare il filtro glomerulare dipende in primo luogo dalle sue dimensioni: molecole piccole come sodio e urea lo attraversano facilmente, a differenza di molecole più grandi come la maggior parte delle proteine. Anche la carica elettrica è importante: poiché la barriera glomerulare è ricca di cariche negative, sarà favorito il passaggio di sostanze con carica neutra o positiva.

Il risultato del processo di filtrazione è la formazione di ultrafiltrato o preurina (circa 130-180 litri al giorno). L'ultrafiltrato, quindi, attraversa il tubulo renale, dove la sua composizione viene modificata grazie a processi di riassorbimento e secrezione da parte delle cellule tubulari. In particolare, l'acqua presente nell'ultrafiltrato viene riassorbita per il 99% circa: ecco perché il volume dell'urina prodotta in un giorno è nell'ordine di 1-2 litri. Il prodotto finale di questi processi è rappresentato dall'urina.

## Fisiopatologia

### Meccanismi di compenso
Indipendentemente dalla malattia che la provoca, alla base della MRC c'è una progressiva riduzione del numero di nefroni funzionanti. Nelle prime fasi di questo processo i nefroni residui vanno incontro a ipertrofia e tendono a filtrare di più: per questo si osserva un transitorio aumento della velocità di filtrazione glomerulare (iperfiltrazione). Il fattore maggiormente responsabile di questo meccanismo di adattamento è l'angiotensina II, che esercita un'azione di vasocostrizione sull'arteriola efferente del glomerulo; ciò comporta un aumento della pressione idrostatica nel glomerulo, favorendo il processo di filtrazione. Lo svantaggio dell'iperfiltrazione è che essa tende a usurare i nefroni ancora funzionanti, sovraccaricandoli.
Un ulteriore meccanismo di compenso che può instaurarsi a questo punto è l'aumento della secrezione tubulare, che rappresenta un estremo tentativo da parte del rene per eliminare sostanze di scarto come la creatinina, un prodotto del metabolismo muscolare. Questa, in condizioni normali, è eliminata quasi completamente per filtrazione glomerulare. Quando però la VFG si riduce sotto i 50 mL/min, la creatinina comincia a essere secreta in quantità significativa dal tubulo.
Quando la riduzione di numero dei nefroni supera le capacità di compenso del rene, si manifestano i primi segni laboratoristici dell'insufficienza renale. L'aumento della creatinina sierica oltre i valori "normali" (1,2-1,3 mg/dL) indica che la VFG si è già ridotta del 40-50%. Per questo motivo non è raccomandabile usare il solo dosaggio della creatinina sierica come indice della funzionalità renale.
Nelle fasi più avanzate dell'IRC si osserva inoltre un aumento dei livelli plasmatici di urea; essa rappresenta il prodotto terminale del catabolismo delle proteine e, in condizioni fisiologiche, viene filtrata dal glomerulo e in parte riassorbita dalle cellule del tubulo prossimale. Poiché la funzione tubulare (e quindi il processo di riassorbimento) è conservata nelle prime fasi della malattia, l'aumento dei livelli di urea sarà molto tardivo.

### Bilancio idrico
Nelle fasi iniziali (stadi 2 e 3 della MRC), l'iperfunzione dei nefroni residui sopra descritta comporta la produzione di urine diluite, con basso peso specifico (minore di 1020). Di questo fenomeno è responsabile anche una ridotta risposta all'ormone antidiuretico (ADH) da parte del tubulo collettore. Molti pazienti, in questa fase, riferiscono poliuria (aumento della quantità di urine prodotte nell'arco della giornata) e nicturia (prevalente produzione di urine, e quindi stimolo alla minzione, durante la notte).

Fra gli stadi 3 e 4, per il graduale esaurimento dei meccanismi di compenso, comincia a manifestarsi una moderata ritenzione idrica, con comparsa di edemi declivi. Tale situazione diventa ancora più evidente nello stadio 5.

### Alterazioni elettrolitiche
Il sodio è il principale ione extracellulare e attraversa liberamente la membrana glomerulare. La maggior parte di esso (oltre il 99%), in condizioni normali, è riassorbita dal tubulo. Il riassorbimento del sodio si accompagna al riassorbimento di una quantità isotonica di acqua, quindi una perdita eccessiva di sodio comporta una perdita eccessiva di acqua, e viceversa. Nelle fasi più avanzate dell'IRC, la ridotta escrezione di sodio può provocare, oltre agli effetti sul compartimento extravascolare (edemi), anche effetti sull'apparato cardiovascolare quali ipertensione sodio-dipendente e scompenso cardiaco congestizio. La complicanza più temibile della ritenzione idrosalina in corso di IRC non trattata è l'edema polmonare.
Al contrario del sodio, quasi tutto il potassio filtrato viene normalmente riassorbito a livello del tubulo prossimale e dell'ansa di Henle; tuttavia, eventuali eccessi di questo ione (dovuti per esempio a un sovraccarico alimentare) possono essere eliminati per secrezione dal tubulo collettore. Quest'ultimo processo è favorito dall'aldosterone. Quando la filtrazione glomerulare si riduce, il potassio tende ad accumularsi nell'organismo; negli stadi avanzati, quando è compromessa anche la funzione tubulare, si osserva quasi sempre iperpotassiemia. Questa è particolarmente pericolosa in quanto può scatenare aritmie cardiache anche mortali.

### Effetti sull'equilibrio acido-base
Il rene riveste un ruolo fondamentale nel mantenimento dell'equilibrio acido-base. Ogni giorno nell'organismo avviene una produzione endogena di acidi, derivanti soprattutto dal catabolismo delle proteine, per un totale di 50-100 mEq/die. Il rene elimina gli idrogenioni sia secernendoli direttamente a livello del tubulo collettore sotto forma di ioni ammonio (acidità non titolabile), sia riducendo il riassorbimento dei fosfati (acidità titolabile) nel tubulo prossimale; nella stessa sede avviene il riassorbimento del bicarbonato, responsabile del più importante sistema tampone dell'organismo.
Tutti questi processi sono compromessi in corso di IRC; il risultato è la condizione patologica detta acidosi metabolica. Essa si definisce come una alterazione dell'equilibrio acido-base caratterizzata da riduzione primitiva della concentrazione plasmatica dei bicarbonati, con conseguente riduzione del pH ematico a livelli inferiori a 7,38.
Nelle prime fasi dell'insufficienza renale si assiste a un aumento compensatorio della secrezione dell'ammonio da parte dei nefroni residui funzionanti; tuttavia, quando la VFG scende al di sotto di 50 mL/min, anche l'escrezione dell'ammonio si riduce. Contribuisce allo sviluppo dell'acidosi anche la diminuzione del riassorbimento tubulare di bicarbonati.
La concentrazione plasmatica dei bicarbonati tende a ridursi a livelli inferiori a 15 mEq/L, ma solitamente non raggiunge livelli estremamente bassi, poiché questo tipo di acidosi si instaura lentamente, dando il tempo ai meccanismi di compenso di intervenire. L'eccesso di idrogenioni può essere tamponato dalla matrice ossea con mobilizzazione di calcio e fosfati. Questo contribuisce, insieme ad altri fattori, alla graduale insorgenza dell'osteodistrofia uremica.
A causa del compenso, l'acidosi metabolica dell'IRC rimane per lungo tempo asintomatica. L'unico modo per diagnosticarla è eseguire una emogasanalisi sul sangue arterioso, che evidenzierà sempre una riduzione dei bicarbonati e, in caso di scompenso, anche una riduzione del pH del sangue. Nei casi più gravi di scompenso possono manifestarsi dispnea (dovuta a un tentativo di compenso del polmone, che cerca di eliminare acidi sotto forma di CO2), debolezza muscolare, neuropatie periferiche, disturbi del ritmo e della contrattilità cardiaca; in casi particolari, in presenza di patologie concomitanti o di trattamento con farmaci come la metformina, si può giungere allo shock e al coma.

### Alterazioni del metabolismo calcio-fosforo
Tra le funzioni del rene, come precedentemente accennato, rientra l'attivazione della vitamina D (colecalciferolo) introdotta con la dieta. Questa viene dapprima metabolizzata dal fegato in idrossicolecalciferolo (25-OH-D3), poi a livello renale subisce un'ulteriore idrossilazione che la trasforma nella sua forma attiva (diidrossicolecalciferolo o 1,25-OH-D3). Le funzioni della vitamina D attiva consistono nel favorire l'assorbimento del calcio nell'intestino tenue e la sua deposizione nell'osso. Di conseguenza, una riduzione della vitamina provocherà una tendenza all'ipocalcemia. La vitamina D, inoltre, potenzia l'azione a livello renale del paratormone (PTH), un ormone prodotto dalle paratiroidi, anch'esso responsabile del mantenimento della calcemia. Il paratormone agisce sul tubulo prossimale favorendo il riassorbimento di calcio e aumentando l'escrezione dei fosfati; agisce inoltre sull'osso promuovendo la mobilizzazione del calcio sotto forma di idrossiapatite e stimola l'attivazione renale della vitamina D. In condizioni normali, vitamina D e paratormone agiscono sinergicamente per mantenere la stabilità del calcio plasmatico.
Nell'insufficienza renale cronica, la produzione della vitamina D, e quindi la calcemia, tende a ridursi. Contemporaneamente, la riduzione progressiva della VFG comporta una ridotta escrezione urinaria di fosfato, determinando un aumento dei livelli plasmatici di questa sostanza. La riduzione del calcio plasmatico e l'aumento del fosfato stimolano la produzione di paratormone; questo rappresenta un tentativo di riequilibrare i due ioni regolandone l'escrezione renale. Si instaura così un iperparatiroidismo secondario. Nella MRC moderata l'aumento del PTH riesce ancora a compensare le alterazioni metaboliche; con la riduzione della VFG a meno di 30 mL/min (stadio 4), cominciano a manifestarsi ipocalcemia e iperfosforemia.

#### Osteodistrofia renale
Si definisce così l'insieme delle alterazioni ossee e del metabolismo minerale associate alla MRC. I due principali fattori responsabili sono l'iperparatiroidismo secondario e le alterazioni del metabolismo della vitamina D, ma vi concorre, come già detto, anche la deplezione di fosfati dall'osso quale compenso dell'acidosi metabolica. Con il progredire della malattia renale, inoltre, l'accumulo delle tossine uremiche e il deficit di vitamina D comportano una resistenza dello scheletro all'azione del paratormone. Queste alterazioni aggravano l'ipocalcemia, concorrono all'iperparatiroidismo e all'insorgenza ed evoluzione delle lesioni dell'osso. Tra le principali manifestazioni cliniche dell'osteodistrofia renale vi sono:
- Osteite fibrosa: è la più frequente tra le patologie ossee associate alla MRC e la sua patogenesi è strettamente legata all'iperparatiroidismo. È caratterizzata da un eccesso di riassorbimento osseo da parte degli osteoclasti, che risultano aumentati di numero. Radiologicamente sono visibili erosioni subperiostali delle falangi prossimali o distali delle dita delle mani. In fase più avanzata le erosioni possono interessare anche il cranio, con alternanza di aree di riassorbimento e altre di addensamento osseo, il che conferisce loro un aspetto radiologico a "sale e pepe".
- Osteomalacia: è la conseguenza di una alterata calcificazione dell'osso, che comporta un aumento del tessuto osteoide non mineralizzato alla superficie delle trabecole e una ridotta estensione del fronte di calcificazione. L'insorgenza di questa patologia è favorita dall'accumulo di alluminio, contenuto in alcuni chelanti del fosforo somministrati ai pazienti con IRC. Radiologicamente sono tipiche le zone di Looser (bande radiotrasparenti all'interno della corticale ossea).
- Malattia adinamica dell'osso[3]: simile all'osteomalacia, a differenza di quest'ultima non è associata all'intossicazione da alluminio, bensì all'uso terapeutico eccessivo di derivati della vitamina D. È caratterizzata da una ridotta formazione di trabecole ossee dovuta a resistenza dell'osso all'azione del PTH in presenza di livelli normali o ridotti (per soppressione farmacologica) di questo ormone.
- Osteosclerosi: poco frequente, interessa soprattutto i corpi vertebrali, il bacino e il cranio; caratterizzata da un aumento della massa ossea per aumento dello spessore e del numero delle trabecole dell'osso spugnoso. Con le comuni tecniche radiologiche si rilevano aree di aumentata densità ossea.
- Osteoporosi: legata all'ipocalcemia, è difficilmente distinguibile dalla comune osteoporosi senile. Caratterizzata da riduzione del volume osseo totale.

#### Calcificazioni metastatiche
Si verificano generalmente nelle fasi avanzate dell'uremia, quando il prodotto calcio x fosforo (per valori espressi in mg/dL) è superiore a 70. Sono formate dalla precipitazione di sali di calcio nei tessuti molli. A volte sono microscopiche e quindi dimostrabili solo all'esame istologico, altre volte evidenziabili radiologicamente, se non addirittura all'esame obiettivo. Le sedi principali delle calcificazioni metastatiche sono le arterie (soprattutto quelle di medio e grosso calibro), i tessuti periarticolari, il cuore, i polmoni e il rene. Mentre le calcificazioni viscerali e dei tessuti molli, composte prevalentemente da apatite, tendono a regredire quando il prodotto calcio x fosforo si normalizza, le calcificazioni vascolari (contenenti magnesio e pirofosfato) sono meno solubili e di più difficile regressione. Fra i sintomi legati alle calcificazioni, quando localizzate alla cute, si annovera il prurito; la localizzazione alla congiuntiva o alla cornea può invece provocare iperemia congiuntivale, bruciore e lacrimazione. A livello delle capsule articolari, le calcificazioni metastatiche possono generare dolori articolari con un quadro di "pseudogotta". Più serie sono le possibili conseguenze delle calcificazioni vascolari (fenomeni ischemici a carico di diversi organi e apparati) e cardiache (aritmie e insufficienza cardiaca).

### Sistema emopoietico
Tra le funzioni del rene vi è la produzione di eritropoietina, un ormone e fattore di crescita che agisce nel midollo osseo stimolando la produzione degli eritrociti. Questa molecola è prodotta dalle cellule peritubulari, come evidenziato ormai da diversi anni in seguito a studi su modelli animali.
La produzione dell'eritropietina avviene in risposta all'ipossia, rilevata da un "sensore dell'ossigeno" (probabilmente una proteina dotata di gruppo eme) a livello renale. Una piccola quota di eritropoietina è prodotta anche dal fegato.
Negli stadi avanzati dell'IRC si evidenzia una anemia normocitica e normocromica, dovuta in parte alla ridotta produzione di eritropoietina e in parte alla diminuita vita media delle emazie in circolo per emolisi cronica, dovuta all'azione tossica dei metaboliti uremici. I livelli di ematocrito, in assenza di trattamento, possono essere inferiori al 20%, con una caratteristica riduzione del numero dei reticolociti (precursori degli eritrociti).
Oltre all'anemia, nell'IRC si osserva tipicamente una ridotta capacità chemiotattica e fagocitaria delle cellule immunitarie, in particolare macrofagi e polimorfonucleati; ciò comporta uno stato di immunodepressione con aumentata tendenza alle infezioni. Anche la funzione piastrinica può essere alterata, determinando una tendenza al sanguinamento. Queste alterazioni tendono a regredire con il trattamento dialitico.

### Sistema nervoso
Nei pazienti affetti da IRC è possibile l'insorgenza di alterazioni a carico del sistema nervoso, sia centrale sia periferico. Fra le prime, che compaiono quando la VFG scende sotto i 60 mL/min/m², sono frequenti i disturbi cognitivi (relativi a memoria, attenzione e concentrazione) e del sonno; sono inoltre possibili disturbi sensoriali, soprattutto dell'olfatto e del gusto.
Più frequenti sono le neuropatie periferiche, in particolare una polinevrite sensitivo-motoria che si manifesta con parestesie, dolori urenti, riduzione o scomparsa dei riflessi tendinei profondi. Frequente è anche la sindrome delle gambe senza riposo, caratterizzata da movimenti continui degli arti inferiori durante il sonno e provocata da una ridotta velocità di conduzione neuromuscolare. Anche il sistema nervoso autonomo può essere compromesso, determinando alterazioni nel controllo della pressione arteriosa e disfunzione erettile.
Alla base della neuropatia c'è probabilmente un blocco della trasmissione nervosa mediato dalle cosiddette "tossine uremiche" (urea, creatinina, paratormone, mioinositolo e β2-microglobulina). In particolare si sospetta che siano responsabili della neuropatia alcune molecole di peso molecolare compreso fra 300 e 12,000 Da. Gli studi effettuati hanno dimostrato un rallentamento della conduzione nervosa anche nei segmenti clinicamente non affetti. Sia i segni clinici sia le alterazioni strumentali correlano con la gravità dell'IRC e tendono a regredire dopo il trapianto renale.

### Alterazioni metaboliche
Nel paziente con malattia renale cronica si osservano spesso anomalie del metabolismo di glucidi, lipidi e proteine. In particolare, è frequente riscontrare una ridotta tolleranza ai carboidrati con iperinsulinemia e iperglucagonemia; essa può essere la risposta alla resistenza periferica all'insulina, cioè a una ridotta azione di quest'ultima sui tessuti, dovuta probabilmente all'azione delle tossine uremiche. Fra le alterazioni del metabolismo lipidico è comune l'aumento dei trigliceridi e delle VLDL con riduzione delle HDL. A questo quadro contribuiscono una aumentata sintesi delle VLDL a livello epatico, la riduzione del loro catabolismo e la stessa iperinsulinemia. Per tutti questi motivi e per lo stato di infiammazione che si accompagna alla MRC il paziente uremico è particolarmente predisposto all'aterosclerosi e quindi alla patologia ischemica, soprattutto coronarica. Un altro importante aspetto da considerare, fra le alterazioni del metabolismo, è il bilancio azotato negativo (al quale concorre il cattivo utilizzo dei carboidrati), che comporta frequentemente una perdita delle masse muscolari.

### Apparato digerente
Nell'insufficienza renale grave si riscontrano spesso sintomi legati all'azione tossica dei metaboliti azotati quali anoressia, nausea e vomito, gastrite cronica (atrofica o ipertrofica) con tendenza all'ulcera peptica. Caratteristica dei pazienti in stadio avanzato è inoltre l'alitosi uremica.

### Sistema cardiocircolatorio
L'uremia è lo stadio terminale dell'insufficienza renale, un tempo frequente fino all'invenzione dell'emodialisi. Il nome deriva dall'accumulo nel sangue di sostanze azotate, in particolare di urea, composto neurotossico, a causa dell'incapacità da parte dei reni di eliminarle. In seguito alle alterazioni elettrolitiche e metaboliche, si hanno disturbi cardiaci, astenia, brina uremica e problemi polmonari a causa di iperkaliemia, ipocalcemia e iperfosforemia; infine si verifica tamponamento cardiaco (pericardite uremica) dovuta allo stato tossico, e possibile versamento pericardico anche di tali dimensioni da condurre a uno shock cardiogeno (insufficienza cardiaca acuta, o aritmia e morte cardiaca improvvisa del paziente, oppure infarto cardiaco).

## Metodi di valutazione della funzione renale
La funzione renale si misura valutando la velocità di filtrazione glomerulare (VFG) espressa in millilitri al minuto (in inglese GFR, da "Glomerular Filtration Rate").
La VFG si può stimare valutando la clearance della creatinina. La clearance renale di una sostanza è rappresentata dalla quantità di plasma che viene "ripulita" da quella sostanza nell'unità di tempo per opera del rene. La creatinina è eliminata dal rene in massima parte per filtrazione, perciò normalmente la sua clearance ha un valore molto simile a quello della VFG. Per misurare direttamente la clearance della creatinina occorre dosarla nel siero e nelle urine raccolte nelle 24 ore, quindi applicare la formula {\displaystyle {\frac {UxV}{P}}} (dove U = concentrazione della creatinina nelle urine, V = volume delle urine e P = creatinina nel plasma). In un soggetto sano di sesso maschile la clearance della creatinina può assumere valori compresi fra 80 e 120 mL/min.
Recentemente si è chiarito che anche la sola misura della creatinina nel sangue consente di stimare con buona approssimazione la VFG e quindi di dire se una persona è affetta da insufficienza renale.
La clearance della creatinina può essere stimata anche con una formula (formula di Cockroft e Gault) che ne permette la stima conoscendo solo la concentrazione della creatinina nel sangue, oltre al peso e all'età del paziente:
- Clearance della creatinina (mL/min) = (140 - età) × peso corporeo ideale (kg) / (72 × creatininemia (mg/dL))

tale valore va moltiplicato × 0,85 per le donne.
Un calcolatore on line è accessibile nel sito del Medical College of Wisconsin.
La formula MDRD consente di stimare più direttamente il VFG.
{\displaystyle \mathrm {GFR} =186\times S_{cr}^{-1,154}\times {\mbox{età}}^{-0,203}\times (0,742{\mbox{ : se donna}})\times (1,210{\mbox{ : se afroamericano}})}
dove GFR è espresso in mL/min/1,73 {\displaystyle m^{2}}.
Nei bambini (età inferiore ai 18 anni), per stimare il VFG, si usa la formula di Schwartz. Il calcolo on line può essere effettuato in questo sito.

## Definizione e stadiazione della MRC
La definizione di malattia renale cronica attualmente utilizzata in tutto il mondo è quella proposta nel 2002 dalla National Kidney Foundation ed espressa nelle linee guida K/DOQI Archiviato il 1º novembre 2008 in Internet Archive. (Kidney Disease Outcome Quality Initiative)
La relativa stadiazione prende in considerazione due fattori: il "danno renale" e la riduzione della funzione renale, intesa come velocità di filtrazione glomerulare (VFG o GFR). Il primo è diagnosticato a partire da reperti di laboratorio (presenza di albumina, proteine o tracce di sangue di origine renale nelle urine), strumentali (alterazioni patologiche individuabili con l'ecografia renale) o istologiche (biopsia renale), persistenti da almeno tre mesi. La presenza di tali segni consente di porre diagnosi di malattia renale cronica anche quando la velocità di filtrazione glomerulare è ancora normale o aumentata (stadio 1) o solo lievemente ridotta (stadio 2).
- stadio 1: Segni di danno renale con GFR normale o aumentato (GFR > 90 mL/min)
- stadio 2: Segni di danno renale con lieve riduzione del GFR (GFR tra 60 e 89 mL/min)
- stadio 3: Riduzione moderata del GFR (GFR tra 59 e 30 mL/min)
- stadio 4: Grave riduzione del GFR (GFR tra 29 e 15 mL/min)
- stadio 5: Insufficienza renale terminale o uremia (GFR < 15 mL/min o paziente in terapia sostitutiva)

Tale classificazione è stata modificata nel 2004 dalla KDIGO (Kidney Disease: Improving Global Outcomes), aggiungendo un riferimento all'eventuale terapia sostitutiva in corso con l'aggiunta di una lettera T per trapianto, D per dialisi.
La classe 5 è detta anche fase uremica o terminale, perché i reni hanno perso quasi del tutto la loro funzione. Ciò comporta ritenzione di acqua e di altre sostanze che accumulandosi danno luogo alla cosiddetta sindrome uremica. A essa conseguono manifestazioni ematologiche, cardiocircolatorie, nervose, endocrine, ossee, eccetera.
In questa fase il paziente dovrà essere assolutamente inviato dal nefrologo che deciderà, sulla base del quadro clinico, la strategia terapeutica migliore, con particolare riguardo alla preparazione alla terapia sostitutiva della funzione renale (dialisi o trapianto renale).
Qualora sia necessario misurare separatamente l'escrezione dei due reni (ad esempio negli esiti di patologie che possono colpire un singolo rene, come la pielonefrite cronica), si ricorre alla scintigrafia renale funzionale. Questo esame è basato sull'iniezione di un tracciante radioattivo costituito da DTPA marcato con Tc 99. La radioattività emessa viene misurata tramite appositi rilevatori a livello dei singoli reni, consentendo di calcolarne il contributo in percentuale alla funzione renale.
Data la sua insorgenza lenta e graduale e l'instaurarsi di meccanismi di adattamento, l'insufficienza renale cronica (IRC) può non dare alcun sintomo fino agli stadi più avanzati. La diagnosi viene quindi posta in base alle alterazioni degli esami di laboratorio.

## Frequenza della MRC e sue principali cause
La malattia renale cronica, e l'insufficienza renale che ne rappresenta l'evoluzione, sono patologie estremamente frequenti. Negli Stati Uniti gli studi NHANES hanno evidenziato, nel periodo compreso fra il 1999 e il 2004, una prevalenza di malattia renale cronica del 13% della popolazione, con un sensibile aumento rispetto al periodo 1988-1994. In Europa la frequenza della malattia sembra essere lievemente più bassa.
Alcune malattie come il diabete mellito e l'ipertensione arteriosa predispongono all'insufficienza renale. I soggetti che ne sono affetti pertanto devono controllare frequentemente la loro funzione renale.
Si riportano in questa sezione le più frequenti cause di malattia renale cronica.

### Diabete Mellito
La malattia diabetica può provocare un danno ai reni agendo direttamente e danneggiando i piccoli vasi sanguigni dei reni (nefropatia diabetica), ovvero può costituire un cofattore (insieme a ipertensione e aumento dei grassi del sangue) nella genesi del danno vascolare arteriosclerotico.
Il segno precoce di nefropatia diabetica è la presenza di piccoli quantitativi di albumina nelle urine (microalbuminuria). La valutazione della microalbuminuria richiede un test specifico da eseguirsi sulle urine fresche (spot) o, in alternativa, sulla raccolta urinaria delle 24 ore. Controllare frequentemente la microalbuminuria, per le persone diabetiche, è molto importante perché in questa fase una buona correzione dei valori di glicemia può rallentare la progressione del danno renale. È da notare che la microalbuminuria non è conseguente solo al diabete, ma può essere presente anche nei pazienti con danno renale da ipertensione. In una fase successiva può comparire proteinuria evidente anche all'esame urine; in alcuni casi, quando la proteinuria è maggiore di 3-3,5 grammi nelle 24 ore, può insorgere una sindrome nefrosica caratterizzata da edemi, modificazioni delle proteine plasmatiche e alterazioni dei lipidi nel sangue.

### Ipertensione Arteriosa
L'ipertensione è una delle più importanti cause di danno vascolare, insieme al diabete e alla dislipidemia (aumento dei grassi nel sangue). Considerato che tutti i vasi sono contemporaneamente esposti al danno esso è di norma generalizzato e si concretizza nel danno arteriosclerotico. Ogni organo risponde con manifestazioni diverse, ad esempio il danno vascolare al cuore causa angina o infarto, al cervello attacchi ischemici o ictus ecc. Quando è colpito il rene si parla di nefro-angio-sclerosi (nefro= rene, angio= vaso, sclerosi= indurimento) e il danno vascolare a carico del rene si manifesta con insufficienza renale cronica e progressiva. La sua gravità e velocità di progressione è direttamente proporzionale ai valori pressori, cioè quanto più è alta la pressione tanto più è grave e rapidamente progressivo il danno vascolare. Per rallentare la progressione della malattia (o insufficienza) renale si consigliano valori pressori di 130/85 mmHg nel soggetto non diabetico e di 120/80 mmHg nel soggetto diabetico. Per il raggiungimento di questi valori nel paziente con insufficienza renale sono particolarmente consigliati i farmaci della famiglia degli ACE inibitori.

### Pielonefrite
La pielonefrite è una infezione del tratto urinario che raggiunge la pelvi renale (in greco pyelum) e che si palesa con febbre, dolori lombari (mono o bilaterali) e disuria (minzione dolorosa). Essa può essere causata da una noxa presente nella pelvi (ad esempio calcoli che impediscono il normale deflusso dell'urina e/o creano lesioni che si infettano) o può raggiungere il rene per via ascendente.
In quest'ultimo caso si tratta di una infezione vescicale che, risalendo attraverso l'uretere, si trasmette alla pelvi renale. Un fattore a ciò predisponente è il reflusso vescico-ureterale: di norma l'urina contenuta in vescica viene eliminata durante la minzione attraverso l'uretra e non risale verso la pelvi grazie a delle valvole situate nel punto di unione fra uretere e vescica. In rari casi queste valvole sono incontinenti per un difetto congenito e pertanto consentono a piccoli quantitativi di urina di risalire verso il rene durante la minzione. Questa patologia si chiama reflusso vescico-ureterale ed è la più frequente causa delle pielonefriti croniche che determinano un danno progressivo del rene. Il danno pielonefritico è evidenziabile con ecografia, urografia o UroTac dell'apparato urinario (che rilevano anche la eventuale presenza di calcoli). Il reflusso vescico-ureterale si diagnostica con la cistografia.
Raramente una pielonefrite può essere causata anche da infezioni che raggiungono il rene attraverso il sangue (tipico è il caso dell'infezione tubercolare). Devono invece allertare sulla presenza di reflusso vescico-ureterale le infezioni ricorrenti (più di 5-7 per anno) soprattutto nei bambini.

### Malattia policistica renale
Il rene policistico è una malattia ereditaria, cronica e progressiva, caratterizzata dalla formazione di cisti all'interno del rene. Le cisti scompaginano la struttura dell'organo e ne alterano la funzione conducendo a un danno progressivo che evolve lentamente verso l'insufficienza renale terminale. Esistono due forme di rene policistico: il rene policistico dell'adulto (ereditato con tratto mendeliano dominante) e il rene policistico infantile (ereditato come tratto mendeliano recessivo). Il primo è di gran lunga il più frequente ed è generalmente meno grave.
Nella famiglia della persona malata si trovano di norma altri familiari con la stessa malattia. L'età in cui essa si manifesta e quella in cui compare l'insufficienza renale terminale variano notevolmente; infatti esistono forme che conducono all'insufficienza renale in età giovanile e forme più lente che vi conducono in età molto avanzata, o addirittura evolvono così lentamente che la persona che ne è affetta non sviluppa mai una insufficienza renale terminale.
Spesso la malattia è asintomatica, tuttavia qualche volta le cisti si rompono provocando dolore e macroematuria (presenza di sangue visibile nelle urine). Altre volte si infettano, provocando dolore e febbre. La diagnosi si pone con l'ecografia renale e con l'analisi della storia clinica familiare.

### Altre nefropatie congenite ed ereditarie
Oltre al rene policisitico esistono molte altre nefropatie congenite ed ereditarie. Fra le meno rare vi è la sindrome di Alport, in cui si associano microematuria, insufficienza renale cronica e progressiva e sordità neurosensoriale per i toni alti. Un danno renale inoltre può essere presente anche in numerose malattie congenite che colpiscono principalmente altri organi, ad esempio la Sindrome di Lesch-Nyhan o altre malattie che comportano accumulo di sostanze per difetti enzimatici congeniti (tesaurismosi).

### Glomerulonefriti
Le glomerulonefriti sono malattie del rene accomunate dalla presenza di un danno di tipo infiammatorio dei glomeruli. La cause e i sintomi di tali malattie sono tuttavia sono molto eterogenei.
Fra i segni clinico-laboratoristici più comuni si ricordano:
- Presenza di sangue nelle urine, visibile a occhio nudo (macroematuria) o rilevabile soltanto all'esame chimico-enzimatico delle urine (microematuria).
- Presenza di proteine nelle urine (proteinuria) in quantità variabile, fino a diversi grammi nelle 24 ore.
- Ipertensione arteriosa.
- Edemi.
- Insufficienza renale acuta, subacuta o cronica.

Spesso questi segni sono associati nei quadri della sindrome nefritica e della sindrome nefrosica.
Nessuno fra questi è specifico per un particolare tipo di glomerulonefrite; per la diagnosi di certezza è necessario eseguire una biopsia renale.
Le glomerulonefriti possono avere andamento acuto (la più comune in tal senso è quella post-infettiva da streptococco) o cronico (come ad esempio la nefropatia a depositi di IgA o nefropatia di Berger). Esse si dicono primitive quando interessano unicamente o principalmente il rene, come la nefropatia di Berger. Si definiscono invece secondarie le glomerulonefriti conseguenti a patologie che interessano altri organi o l'intero organismo (malattie sistemiche); un esempio è costituito da malattie autoimmuni come il lupus eritematoso sistemico).

### Ostruzione cronica delle vie escretrici
L'ostruzione delle vie escretrici può essere causata da alterazioni anatomiche congenite o acquisite (per lo più calcolotiche o neoplastiche). Fra le cause di ostruzione congenita vanno ricordate: 
- La sindrome del giunto pielo ureterale (stenosi (restringimento) della zona di passaggio fra pelvi renale e uretere, per lo più congenita)
- Stenosi od ostruzione dell'uretere (il più spesso da valvole utererali congenite)

Queste due alterazioni possono essere mono o bilaterali. Nel primo caso il rene che non ne è affetto compensa la funzione del rene con l'ostruzione e non si ha compromissione della funzione renale, ma il rene affetto subisce un danno progressivo che ne compromette la funzionalità. Ovviamente si ha una compromissione della funzionalità renale solo nel caso di stenosi od ostruzioni bilaterali.
Le ostruzioni acquisite possono essere dovute a calcoli. Questi possono ostruire totalmente o parzialmente il giunto pielo ureterale o l'uretere. La condizione può essere asintomatica o causare una colica renale. Ostruzioni simili possono essere causate da tumori delle vie urinarie o, molto più frequentemente degli organi vicini che comprimono o inglobano gli ureteri.
Una causa non rara di stenosi dell'uretere, spesso bilaterale e che comporta insufficienza renale cronica, è la fibrosi retroperitoneale.
- Ostruzione dovuta ad aumento di volume della prostata spesso causata da iperplasia prostatica benigna.
- Ostruzione dovuta a compressione meccanica da parte di prolasso degli organi pelvici, di norma conseguente a prolasso dell'utero.

In tali casi la difficoltà a svuotare la vescica condiziona un danno meccanico e/o infettivo cronico dei due reni che ne compromette progressivamente la funzionalità.
- ostruzione dell'uretra (da valvole uretrali congenite, stenosi acquisite, o più raramente altre cause).

La diagnosi di tali patologie ostruttive si pone con ecografia o urografia (più raramente Uro-TAC) e la terapia è chirurgica (frequentemente chirurgia laparoscopica o endoscopica).

### Cause più rare di malattia renale cronica
Sebbene la gran maggioranza dei casi di malattia renale cronica riconosca una della cause su menzionate esistono altre cause di danno renale. Fra queste citiamo alcune infezioni (ad esempio quella da Mycobacterium tuberculosis (nefropatia tubercolare) e ancora il danno tossico da farmaci e in particolare da FANS, farmaci citotossici, ma anche litio, antibiotici, ciclosporina, ecc.

## Terapia
Il primo passo nel trattamento della IRC è identificare la causa che l'ha determinata e, se possibile, rimuoverla. Infatti esistono numerose patologie la cui causa è identificabile e rimovibile anche con facilità. Basti pensare alle nefropatie ostruttive in cui la semplice, ma tempestiva, identificazione di un calcolo e la sua frantumazione con onde d'urto, consente di evitare il danno renale che, lasciato a sé, diventa irreversibile. In altri casi la rimozione della causa, pur non determinando un miglioramento della insufficienza renale, ne rallenta l'evoluzione. È questo, ad esempio,  il caso delle nefropatie da analgesici e da farmaci nefrotossici in generale, ma soprattutto della malattia diabetica in cui la progressione del danno renale è notevolmente accelerata da un cattivo controllo glicemico.
Tuttavia l'insufficienza renale cronica è una malattia progressiva e il danno frequentemente procede indipendentemente dalla causa che lo ha determinato. Per tale motivo il medico e il paziente devono agire concordemente per mettere in atto tutte le misure necessarie a rallentarne l'evoluzione e a prevenirne (o curarne) le complicanze.
Questo approccio consente frequentemente di ridurre il ritmo di progressione dell'IRC (a volte fin quasi arrestarlo) prolungando notevolmente la sopravvivenza renale e consentendo una qualità di vita molto buona.
È stato dimostrato che i pazienti che si rivolgono al nefrologo hanno una minore frequenza di complicanze e la loro funzione renale si riduce più lentamente pertanto frequenti controlli nefrologici sono altamente consigliati. Le linee guida della Società Italiana di nefrologia per la terapia della insufficienza renale cronica prevedono controlli ogni 4 mesi nella IRC moderata, ogni 3 mesi nella IRC severa e ogni 45 giorni quando il filtrato glomerulare si riduce sotto i 15 mL/min (IRC terminale)
Il trattamento della IRC prevede:
- misure generali per ridurre il ritmo di progressione della insufficienza renale, come le misure dietetiche (vedi avanti)
- trattamento delle complicanze (sovraccarico idrico, alterazioni ossee, anemia, acidosi metabolica etc..)
- preparazione per la terapia sostitutiva (dialisi o trapianto di rene)

È frequente che le terapie finalizzate a ottenere i primi due elementi coincidano, pertanto gli elementi cardine sono i seguenti:

### Mantenimento di una buona pressione arteriosa
La pressione ottimale nel soggetto nefropatico è 130/85 mmHg, ma più bassa 120/75 mmHg in caso di diabete o proteinuria. Oltre i 60 anni i valori salgono a 140/90 mmHg, ma anche in tal caso a una riduzione della pressione sotto tali valori corrisponde una riduzione del rischio cardiovascolare e della velocità di progressione della malattia renale. Per il controllo dell'ipertensione si consiglia, come farmaci di prima scelta,  l'utilizzo di ACE inibitori o sartani in quanto questi farmaci, più di altri, si sono dimostrati utili nel rallentamento della evoluzione della insufficienza renale indipendentemente dal loro effetto antipertensivo.
Per ottenere un controllo pressorio ottimale a essi possono essere associati altri farmaci antipertensivi e, fra questi, calcio antagonisti, Betabloccanti e, soprattutto, diuretici dell'ansa utili a evitare sovraccarico idrico, specie nelle fasi più avanzate e della IRC, e a mantenere i valori pressori nei limiti richiesti.

### Correzione dell'anemia
Questo si ottiene con l'uso di ferro e di fattori eritropoietici con l'obiettivo di mantenere l'emoglobina fra 11 e 12 g/dL: una emoglobinemia in tale range migliora la qualità di vita e riduce il ritmo di peggioramento della malattia.

### Misure dietetiche
Esse sono finalizzate a ridurre l'apporto proteico, non necessariamente con l'ausilio di prodotti aproteici, ma con una dieta equilibrata che contenga:
- Proteine 0.6 - 0.7 g/kg/peso ideale[28], (75% ad alto valore biologico)
- Glucidi 60% delle calorie (zuccheri complessi)
- Lipidi 30% delle calorie
- Calorie > 30-35 Kcal/kg peso ideale /die

Non è noto se la dieta ipoproteica rallenti la progressione della malattia renale, in quanto gli studi in merito sono discordanti anche se una metanalisi di studi randomizzati e controllati ha dimostrato una utilità per questo scopo.
In ogni caso la dieta è sicuramente utile nel migliorare il controllo dell'acidosi, dell'anemia, del metabolismo Calcio - Fosforo, nel ridurre i valori di azotemia,  fosforemia e PTH.
Con l'ausilio di un nutrizionista o dietista, possono venir alternate 2 tipi di misure dietetiche in modo da garantire maggior variabilità e maggiore disponibilità del paziente a seguire la dieta.
Una dieta a base di cibi glucidici (pasta, pane etc) aproteici e proteine nobili animali contenute nella carne (che può contenere fino al 20% di pr) senza superare la dose giornaliera consigliata.
Un'altra a base di cibi glucidici normali (che possono contenere fino all'11% di proteine) e proteine vegetali (contenute nei legumi).
In entrambe non bisogna far mancare verdura e frutta, evitando possibilmente i tipi particolarmente ricchi di potassio come banane, kiwi, albicocche.
L'apporto calorico è di estrema importanza in quanto lo stato tossico conseguente all'insufficienza renale tende a ridurre l'appetito e molti pazienti tendono alla denutrizione. Per tale motivo e per assicurare una riduzione quanto più possibile dell'introito fosforico è utile ricorrere all'uso di prodotti ipoproteici (biscotti, fette biscottate, pane, pasta, farina).
È inoltre necessario moderare l'introito di potassio e quello di sale (non più di 2 grammi al giorno di sale aggiunto agli alimenti).

### Correzione delle alterazioni elettrolitiche
Le alterazioni elettrolitiche tipiche della IRC sono:
- iperpotassiemia (si corregge limitando l'apporto dietetico e, ove necessario, con farmaci (resine a scambio ionico) che si assumono per bocca e consentono di eliminare il potassio eccesso)
- acidosi (si corregge con la dieta ed eventualmente con l'assunzione di bicarbonato di sodio)
- Iperfosforemia e ipocalcemia si correggono con la dieta e l'uso di supplementi di calcio per lo più come calcio carbonato che oltre ad aumentare la calcemia contribuisce a correggere l'iperfosforemia. Frequentemente è utile anche l'uso di Vitamina D normalmente prodotta dal rene (tramite la seconda idrossilazione),  che in caso di IRC è carente, nella sua forma attiva. La correzione di questi disturbi elettrolitici consente di evitare danni ossei tipici della osteodistrofia renale correggendo la sua principale causa, cioè un aumento patologico del paratormone

### Correzione della iperlipidemia
La colesterolemie e la trigliceridemia sono frequentemente elevate nei pazienti con IRC. Ciò è causa ed effetto della malattia renale. Inoltre l'iperlipemia aumenta il rischio cardiovascolare. Pertanto è importante mantenere la colesterolemia sotto 195 mg/dL e la trigliceridemia sotto 150 mg/dL con opportuna dieta o con l'utilizzo di farmaci appositi.

### Norme igieniche
Cessazione del fumo, attività fisica.

## Altri problemi connessi alla IRC
Fra gli altri problemi connessi alla IRC vi sono le alterazioni sessuali. Oltre il 50% degli uomini con IRC hanno disfunzione erettile e le donne frequenti alterazioni mestruali o amenorrea e infertilità. Tali alterazioni possono trovare opportune soluzioni ed è necessario discuterle con il nefrologo.
Un altro importante problema è la gravidanza in pazienti con IRC.  In una donna con IRC una gravidanza può peggiorare la funzione renale, il peggioramento può essere transitorio o definitivo, lieve o grave e dipende da numerosi fattori che vanno studiati caso per caso. L'opportunità di affrontare una gravidanza da parte di una paziente con IRC, va pertanto discussa con il nefrologo.
L'IRC avanzata (uremia) inoltre aumenta il rischio di interruzione spontanea di gravidanza, parto prematuro, peggioramento definitivo della funzione renale e preeclampsia.